# خانه پاک‌سرشت صوفی
خانه مسکونی پاک‌سرشت صوفی مربوط به اواسط دوره قاجار است و در املش، پارک میرزا کوچک خان، کوچه رهبری واقع شده و این اثر در تاریخ ۱۶ شهریور ۱۳۸۳ با شمارهٔ ثبت ۱۱۱۰۹ به‌عنوان یکی از آثار ملی ایران به ثبت رسیده است.